# Marie-Jeanne Serero
Marie-Jeanne Serero est une compositrice et cheffe d'orchestre française. Elle s'est notamment spécialisée dans les musiques de film.

## Biographie
Elle entre à douze ans au Conservatoire national supérieur de musique et de danse de Paris (CNSMDP), puis y devient professeure à partir de 1990. Elle enseigne deux disciplines : la direction de chant et l'orchestration, ainsi que la composition à l'image. Elle a une expérience de collaborations artistiques avec des musiciens d'univers très différents : classique, jazz, et musiques actuelles : Rostropovitch, Didier Lockwood, Christiane Eda-Pierre, le Quatuor Ludwig, Amel Bent, Shy'm...
Depuis les années 2000, elle compose des musiques pour le cinéma et le théâtre,,,,,.

## Œuvres
Elle a participé a de très nombreux projets artistiques,,,.

### Musiques de films

#### Composition
- 2024 : Claude Garrandès, le sculpteur d'ombres
- 2024 : Goldenberg - Garbowska et la cité des aveugles
- 2022 : Allégorie
- 2021 : Lumina
- 2020 : Composer les Mondes
- 2019 : Un Bon Tireur
- 2019 : Les Petits Maitres du Grand Hotel
- 2019 : Europeana, une Brève Histoire du XX e siècle
- 2019 : Wir Eltern
- 2019 : Banlieusards
- 2017 : Les Petits Maîtres de Lesdiguières
- 2017 : After Shoah, How to Survive ?
- 2016 : Chère Anorexie
- 2016 : Les Visiteurs 3 : La Révolution
- 2016 : Simon
- 2015 : Tsunami
- 2015 : Citizen Khodorkovsky
- 2015 : Anton Tchekhov - 1890
- 2014 : Kairos (La Fin du Début)
- 2013 : Service Inbegriffe
- 2013 : Les Garçons et Guillaume, à table !
- 2013 : De l'Or à la Rouille
- 2013 : Le Prochain Film
- 2010 : Les Ensortilèges de James Ensor
- 2010 : Nannerl, la sœur de Mozart
- 2010 : Julie Unique
- 2008 : Lettre à Anna
- 2006 : Coca la Colombe
- 2002 : Good Luck Mr Grosky
- 2001 : Dor de Tine

#### Orchestration
- 2022 : Salam
- 2022 : Perfect Strangers
- 2018 : Capharnaüm
- 2017 : The Looming Storm
- 2016 : Les Visiteurs 3 : La Révolution
- 2013 : Victor Young Perez
- 2011 : Et Maintenant On Va Où
- 2011 : Au Bistrot du Coin
- 2010 : L'Arnacoeur
- 2009 : Le Séminaire Caméra Café
- 2008 : Une Chanson dans la Tête
- 2007 : Taxi 4
- 2007 : Enfin Veuve
- 2007 : Caramel
- 2003 : Fanfan la tulipe
- 2003 : Taxi 3
- 2002 : Le Transporteur
- 2002 : Astérix et Obélix - Mission Cléopatre
- 2002 : Peau d'Ange
- 2001 : Vercingétorix, la Légende du Druide Roi
- 2000 : Le Monde de Marty
- 1998 : Comme un Poisson Hors de l'Eau
- 1992 : 1492 - Christophe Colomb

### Musiques de théâtre
- 2024 : Les Fausses Confidences
- 2023 : Master Class
- 2021 : La Seconde Surprise de l’Amour
- 2021 : Avant la Retraite
- 2020 : Les innocents, moi et l’inconnue au bord de la route départementale
- 2019 : Voyage en Italie
- 2019 : Le Misanthrope
- 2018 : La Locandiera
- 2017 : Un mois à la Campagne
- 2017 : Master Class
- 2016 : Le Temps et la Chambre
- 2016 : La Mer
- 2016 : Qui a Peur de Virginia Woolf
- 2015 : Toujours la tempête
- 2013 : Solness le Constructeur
- 2012 : Oncle Vania
- 2012 : La Trilogie de la villégiature
- 2011 : Le Petit Prince
- 2011 : Le Cercle des Castagnettes
- 2010 : Les Trois Sœurs
- 2010 : Du Mariage au Divorce
- 2008 : La Cerisaie

### Disques
- 2019 : Agapé
- 2019 : Demain
- 2018 : Poupées Russes
- 2018 : Capharnaum
- 2016 : Les Visiteurs 3 : La Révolution
- 2016 : En Attendant l'Album
- 2015 : Psychostar World
- 2014 : Dernière Danse
- 2014 : Les Parages du vide
- 2014 : Suis moi
- 2014 : One Trip One Noise
- 2013 : Les Garçons et Guillaume, à Table
- 2013 : Dernier MC
- 2013 : Odysseus
- 2013 : Welcome to Mali
- 2013 : Ainsi Soit-Il
- 2012 : Una Parte di Me
- 2012 : Le Combat Continue
- 2012 : Adam & Eve
- 2012 : Made in
- 2011 : Délit Mineur
- 2011 : Et Maintenant on va où
- 2011 : ReBelle
- 2011 : Et Maintenant
- 2010 : L'Arnacoeur
- 2010 : Classics 2
- 2010 : À Bout de Bras
- 2010 : Madame l'Existence
- 2009 : Everyday is a New World
- 2009 : Réel
- 2009 : Paramour
- 2009 : Classics
- 2009 : SOS
- 2009 : Celle Que Je Vois
- 2009 : Où Je Vais
- 2009 : Chœurs et Âmes
- 2008 : La Légende de Broadway
- 2008 : Goodbye Harrier
- 2008 : Elevation
- 2008 : Artificial Animals Riding on Neverland
- 2008 : Arabian Panther
- 2008 : Une Chanson dans la Tête
- 2008 : À l'Ombre du Show Business
- 2008 : À 20 Ans
- 2008 : Extase
- 2008 : Le Regard des Gens
- 2007 : Caramel
- 2007 : Les Champs Arides
- 2007 : Evolution
- 2007 : Phantom
- 2007 : Aladin
- 2007 : Taxi 4
- 2007 : Ushuaïa
- 2007 : Le Grand Rex 2007
- 2007 : Avec Tout mon Amour
- 2006 : À l'Épreuve du Temps
- 2006 : All Alone With my Gueule
- 2006 : À Fleur de Toi
- 2006 : Dans ma Bulle
- 2006 : &
- 2006 : Le Miroir
- 2006 : Trait Pour Trait
- 2006 : La Vie Devant Toi
- 2005 : Viens
- 2005 : Mon Cabaret
- 2005 : Les Matins Habitables
- 2005 : 113 Degrés
- 2005 : La Preuve du Contraire
- 2005 : Je m'envole
- 2005 : Les Notes
- 2005 : Je Sais d'Où Je Viens
- 2005 : Mesk Elil
- 2005 : Mockba
- 2004 : Fragile
- 2004 : A Bird on a Poire
- 2004 : De Lave et de Sève
- 2004 : 10 Ans Ensemble
- 2004 : Gladiateur
- 2003 : Taxi 3
- 2003 : Fanfan la Tulipe
- 2003 : 113 Fout la Merde
- 2003 : Gravé dans la Roche
- 2003 : Brut de Femme
- 2003 : La Plage
- 2003 : Sereine
- 2002 : Où Va le Monde
- 2001 : Samra
- 2001 : Du Rire aux Larmes
- 2001 : L5
- 2001 : Zine El Ghali
- 2000 : Era 2
- 2000 : Trop Jeune pour Mourir
- 2000 : Toca de la Kanancha
- 1999 : Récréation
- 1999 : It's Raining Men
- 1999 : Dieu
- 1998 : Made in Love
- 1998 : Living Alone
- 1997 : Cameleon
- 1997 : Tous Unis Contre le Sida
- 1992 : Astérix et Obélix - Mission Cléopatre
- 1992 : 1492 - Christophe Colomb
- Les Nuits des Musiciens Jazz